# 徳大寺実久
徳大寺 実久（とくだいじ さねひさ）は、安土桃山時代から江戸時代にかけての公卿。官位は従三位・権中納言。号は晴雲院。

## 経歴
徳大寺公維の外孫に当たるため、公維の養子に入って徳大寺家の名跡を継いだ。天正14年（1586年）従五位上に叙爵。以降累進して、天正15年（1587年）侍従となる。天正17年（1589年）に元服し、慶長3年（1598年）には右近衛少将に任じられた。慶長5年（1600年）には従四位上に進んだ。しかし慶長14年（1609年）には烏丸光広・大炊御門頼国・猪熊教利らとともに姦淫放蕩をして勅勘を被った（猪熊事件）。慶長16年（1611年）には許され、再び朝廷に出仕した。
慶長17年（1612年）に正四位下右近衛中将となり、慶長18年（1613年）1月6日には従三位に叙せられ、公卿に列した。慶長19年（1614年）には権中納言となる。元和元年（1615年）には踏歌節会外弁をつとめたが、元和2年に薨去した。享年34。

## 系譜
- 父：花山院定熙
- 母：徳大寺公維の娘
- 養父：徳大寺公維
- 正室：月明院（右大臣織田信長の娘）
  - 男子：徳大寺公信（1606-1684）
- 生母不詳の子女
  - 女子：和田三正室